# José Ricardo Cortés
José Ricardo Cortés (Cali, 8 settembre 1994) è un calciatore colombiano, attaccante dell'Hapoel Hadera.

## Carriera
Ha giocato nella massima serie dei campionati colombiano, boliviano ed ungherese.